# Magadisøen
Magadisøen (Lake Magadi) er en meget saltholdig og lavvandet sø i Kenya. Det er den sydligste sø i Kenyas del af "Great Rift Valley". Den er beliggende i den sydligste del af landet, nær grænsen til Tanzania, og lige syd for hovedstaden Nairobi. Det sodaholdige vand i søen tiltrækker store flokke af flamingoer. Søen blev udforsket af kaptajn E.G. Smith in 1904. 
Søen er omgivet af vulkanske bjerge
1°52′S 36°16′Ø / 1.867°S 36.267°Ø